# Якобсон, Гуннар (фигурист)
Гуннар Якобсон (фин. Gunnar Jakobsson) — фигурист из Финляндии, бронзовый призёр чемпионата Европы 1923 года, двукратный чемпион  Финляндии 1923 и 1932 годов в мужском одиночном катании.

## Спортивные достижения

### Мужчины
| Соревнования/Сезоны  | 1922 | 1923 | 1924 | 1925 | 1926 | 1927 | 1928 | 1929 | 1930 | 1931 | 1932 |
| -------------------- | ---- | ---- | ---- | ---- | ---- | ---- | ---- | ---- | ---- | ---- | ---- |
| Чемпионаты Европы    | 7    | 3    |      |      | 5    |      |      |      |      |      |      |
| Чемпионаты Финляндии |      | 1    |      |      |      |      | 2    |      |      |      | 1    |